# الجوسق (مصر)
قرية الجوسق هي إحدى القرى التابعة لمركز بلبيس في محافظة الشرقية في جمهورية مصر العربية. حسب إحصاءات سنة 2006، بلغ إجمالي السكان في الجوسق 10086 نسمة، منهم 5164 رجل و4922 امرأة.

## التاريخ
ذكرها علي مبارك في كتابه الخطط التوفيقية باسم "جوسق"، حيث ذكر أنها من قرى مديرية الشرقية بقسم بلبيس، وأن بها جامع ونخيل قليل.